# Aculepeira carbonaria
Aculepeira carbonaria är en spindelart som först beskrevs av Ludwig Carl Christian Koch 1869.  Aculepeira carbonaria ingår i släktet Aculepeira och familjen hjulspindlar.

## Underarter
Arten delas in i följande underarter:
- A. c. fulva
- A. c. sinensis